# Golpe de Estado en Honduras de 1827
Dionisio de Herrera fue nombrado gobernador de la provincia de Tegucigalpa el 23 de marzo de 1823. Fue convocada una Asamblea Constituyente del 16 de septiembre de 1824 en la que se efectuó la unión Comayagua y Tegucigalpa y se eligió al Licenciado Dionisio de Herrera como Primer Jefe del Estado de Honduras y como vicejefe fue elegido el Teniente General José Justo Milla.
En la primera constitución de Honduras del 11 de diciembre de 1825 se estableció un periodo de 4 años para los jefes de Estado, por lo que el mandato de Dionisio de Herrera debía haber concluido el 16 de septiembre de 1827, pero debido al golpe de Estado no pudo concluir su mandato.

## Antecedentes
El presidente de la República Federal de Centro América, Manuel José Arce entró en conflicto con Dionisio de Herrera. 

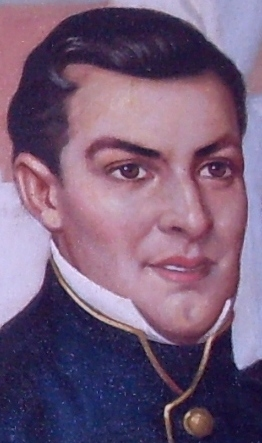
En 1827 el presidente federal Manuel José Arce y Fagoaga se alió al partido conservador traicionando a los liberales e invadió Honduras y El Salvador, propiciando así la Guerra civil.

Arce había disuelto en octubre de 1826 el Congreso y el Senado intentando establecer un sistema centralista o unitario aliándose con los conservadores, por lo que se quedó sin el apoyo de su partido, el liberal.
Como resultado, se produjo un conflicto entre el Gobierno Federal y los Estados, pronunciándose en contra Dionisio Herrera y Mariano Prado, Jefe del Estado del Salvador.
El 1 de noviembre de 1826 Dionisio de Herrera sufrió después un atentado en su casa, en el que hombres pagados dispararon de la calle hacia el dormitorio del político.
En diciembre de 1826 Nicolás Irías Midence excomulgó a Dionisio de Herrera, aduciendo que mantenía influencias francmasónicas y de herejía.

## El golpe de Estado
Arce mandó a Honduras tropas comandadas por ex Vicejefe de estado de Honduras, el teniente general José Justo Milla Pineda, para apoyar el movimiento de Irías.
El 4 de abril de 1827 comenzaba el asedio de Comayagua. El 10 de mayo, después de 36 días de sitio, la plaza fue rendida gracias a la traición del jefe militar Fernández.

## Hechos posteriores
Dionisio de Herrera fue hecho prisionero y enviado a Guatemala, donde permaneció en prisión a lo largo de dos años. 
El 15 de marzo de 1829 el General Francisco Morazán y su ejército fue interceptado por las tropas federales del coronel Prado en el rancho de Las Charcas, Morazán, con una posición superior, aplastó al ejército de Prado,  Posteriormente, Morazán se movilizó a recuperar sus antiguas posiciones en Pínula y Aceytuno, y ponerle nuevamente sitio a la ciudad de Guatemala liberando finalmente a Dionisio de Herrera.